# 八里庄桥
39°55′29″N 116°17′51″E / 39.9248396°N 116.2974677°E
八里庄桥位于北京市海淀区，是京密引水渠和河堤蓝靛厂南路与阜成路相交的一座立交桥。
原名阜成路桥，由北京市市政设计院设计，中国人民解放军总后勤部102部队施工，1966年2月开工，同年7月竣工通车。
2000年代改造蓝靛厂南路时对本桥进行了改造。目前为苜蓿式互通立交桥。引水渠两岸分别为蓝靛厂南路南向和北向，与阜成路通过四条匝道连接。